# 2025년 라이트 에어 서비스 비치크래프트 1900 추락 사고
2025년 라이트 에어 서비스 비치크래프트 1900 추락 사고는 2025년 1월 29일, 라이트 에어 서비스를 대신하여 이글 에어가 운항하는 비치크래프트1900D가 정기 전세편을 운행하던 중 남수단 상나일 지방에 위치한 유니티 주에서 이륙한 직후 추락하여 탑승객 21명 중 20명이 사망한 사건이다. 이 항공기는 석유 작업자들을 수송하여 남수단의 수도 주바로 향하고 있었다.